# Pierre-François Keraudren
Pierre -François Keraudren (Brest, 1769 – Passy, 1858) foi um cientista e médico da Marinha Francesa. O seu nome foi homenageado várias vezes:
- Ilha Keraudren, a oeste da Austrália em 14° 56′ 33″ S, 124° 41′ 02″ L.
- Cabo Keraudren no noroeste da Austrália, mapeado em 1801 e localizado em 19° 57′ S, 119° 46′ L no extremos sul da Praia das Oitenta Milhas.  Keraudren foi o médico da expedição Baudin.
- Cabo Keraudren no norte da ilha Hunter no noroeste da Tasmânia em 40° 23′ S, 144° 47′ L.
- A espécie de ave Manucodia keraudrenii da Nova Guiné, nome dado por René-Primevère Lesson e Prosper Garnot em 1826, o gastrópode Oxygyrus keraudrenii (Charles-Alexandre Lesueur, 1817) e a espécie Pterotrachea keraudrenii (Fortune Eydoux e Louis François Auguste Souleyet, 1832).

## Lista de obras
- "De la fièvre jaune observée aux Antilles [et] sur les vaisseaux du roi" Keraudren, Pierre François. - Paris, 1823
- "Mémoire sur les causes des maladies des Marins, et sur les soins à prendre pour converser leur santé dans les ports et à la mer" Keraudren, Pierre François. - Seconde édition. - A Paris, 1824
- "Du Cholera-Morbus de l'Inde ou Mordéchi" Keraudren, Pierre François. - Paris, 1824
- "Mémoire Sur Le Choléra-Morbus De L'inde" Keraudren, Pierre François. - Paris : Baillière, 1831